# Antiquaille
Le site de l'Antiquaille est un quartier de la colline de Fourvière. Il domine la ville de Lyon, en particulier la primatiale Saint Jean-Baptiste et la partie de la ville située sur la rive droite de la Saône, qui correspond à ce qu'on appelle aujourd'hui le Vieux Lyon. Habité dès l'antiquité, il tombe en ruine au début du Moyen Âge et les vestiges romains se perdent sous la terre et la végétation. L'urbanisation reprend à la Renaissance et les lyonnais redécouvrent progressivement sur le site toute une série de vestiges romains qui donnent son nom au lieu.

## Situation
Le site est accessible depuis la station Minimes - Théâtres Romains du funiculaire F1 qui relie Vieux Lyon - Cathédrale Saint-Jean à Saint-Just.
Il est délimité au nord par la montée Saint-Barthélémy, à l'ouest par la rue de l'Antiquaille, au sud par la place des Minimes et à l'est par la montée du Chemin-Neuf.

## Histoire
Avant la construction par Pierre Sala de sa maison de l'Antiquaille, qui donne le nom au site, le lieu-dit se nomme le « champ de Colle », qui est couvert de vignobles.

### Antiquité
L’historien Claude de Rubys (1533-1613), conseiller au siège Présidial et procureur général de la ville de Lyon, au début du XVIIe siècle écrit à propos du site de l’Antiquaille et en évoquant l’empereur Septime Sévère : « Il fit bastir à Lyon, au-dessous de l’amphythéatre et delà place de Vénus, un beau et somptueux palais, que l’on tient avoir este le mesme où est présent la maison noble de l’Antiquaille ». Cette identification est considérée comme fantaisiste par les historiens modernes.
Des fouilles de sauvetage opérées sur une partie du site entre juillet 2011 et avril 2012 ont permis le repérage d'une habitation romaine avec des décorations de stucs et de mosaïques, ainsi que des thermes, en bordure d'une rue antique ; ceci réfutant définitivement l'hypothèse de l'emplacement du palais du gouverneur romain, qui circula après la Renaissance,.

### La maison de Pierre Sala
Entre 1505 et 1514, Pierre Sala acquiert les vignes du coteau oriental de la colline de Fourvière. Il fait construire pour lui et son épouse Marguerite Bullioud une maison somptueusement bâtie. Comme il fait bâtir sa demeure sur un important soubassement antique et en raison des très nombreux vestiges gallo-romains que l’on trouve lors de la construction, il appelle  la maison « l’anticaille », délaissant l'ancien nom de Champ-de-Colle. En 1522, il reçoit dans sa demeure François Ier. Après la mort de Pierre Sala, la maison passe à la famille Buatier, qui étendent la propriété vers la montée du Gourguillon et vers les Minimes. C'est à cette époque, vers 1540 qu'est édifié le portail monumental, toujours en place. L'ensemble devient un vaste domaine viticole. Claude de Rubys en est un temps le propriétaire, et il fait édifier un aqueduc pour l'alimenter en eau.

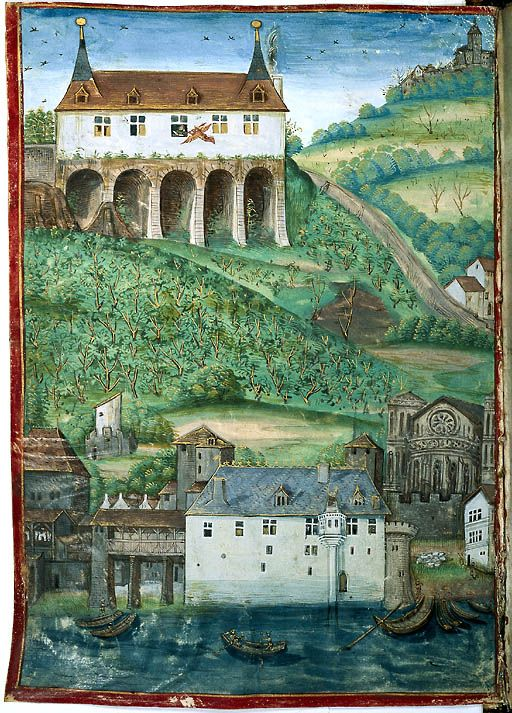
Le dieu d'Amour visite Pierre Sala à sa fenêtre. Folio I, Complainte au dieu d'Amour
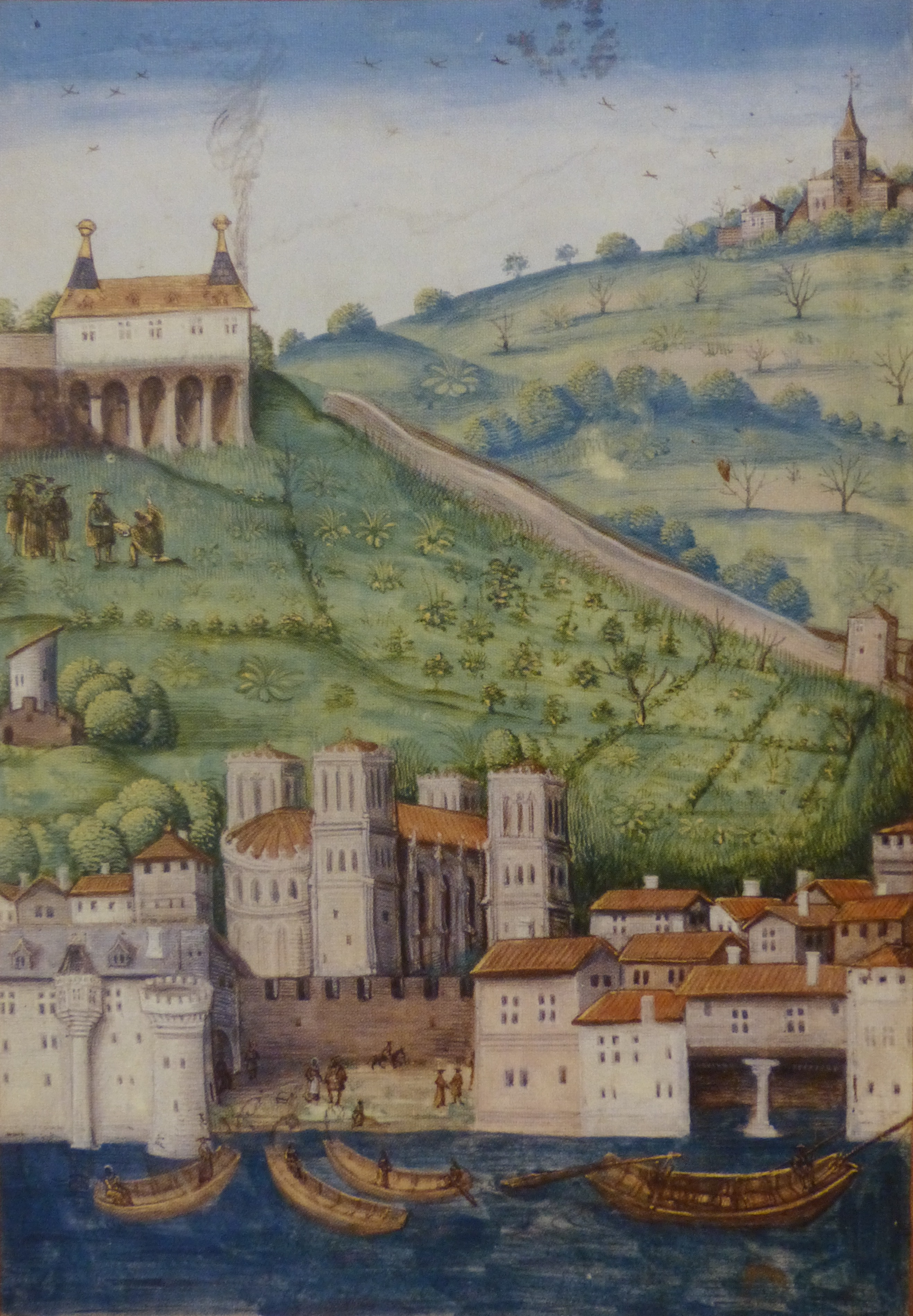
Pierre Sala devant sa demeure offrant à François Ier Les prouesses de plusieurs rois (Ier feuillet du manuscrit).
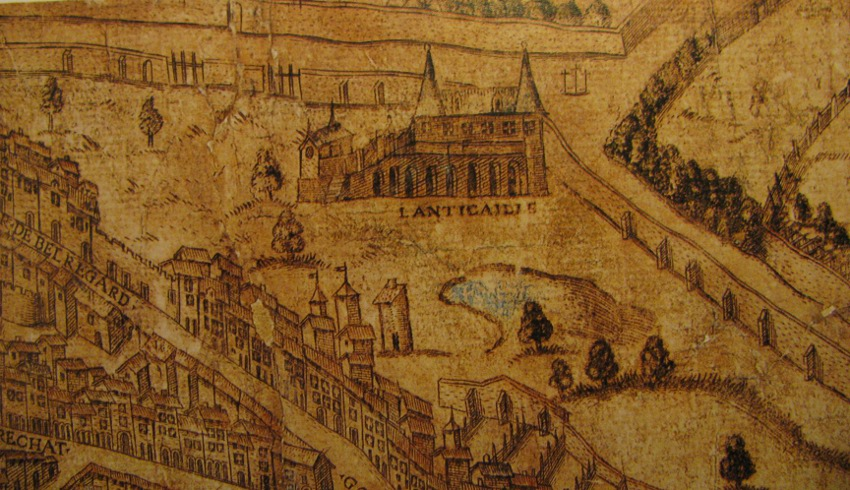
L'Antiquaille sur le plan scénographique de Lyon, vers 1550
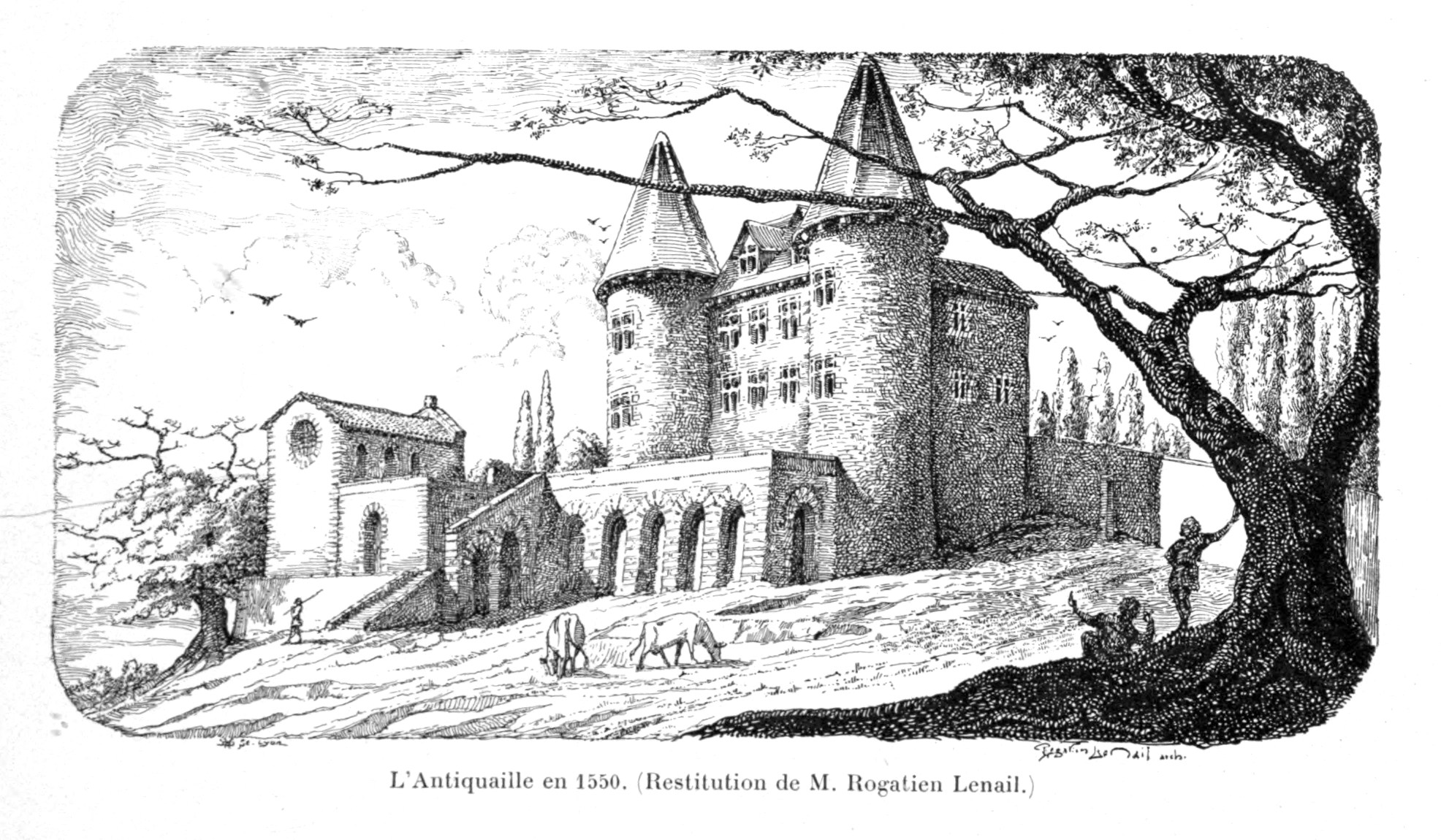
L'Antiquaille en 1550, d'après une reconstitution de Rogatien Le Nail

### Le couvent de la Visitation

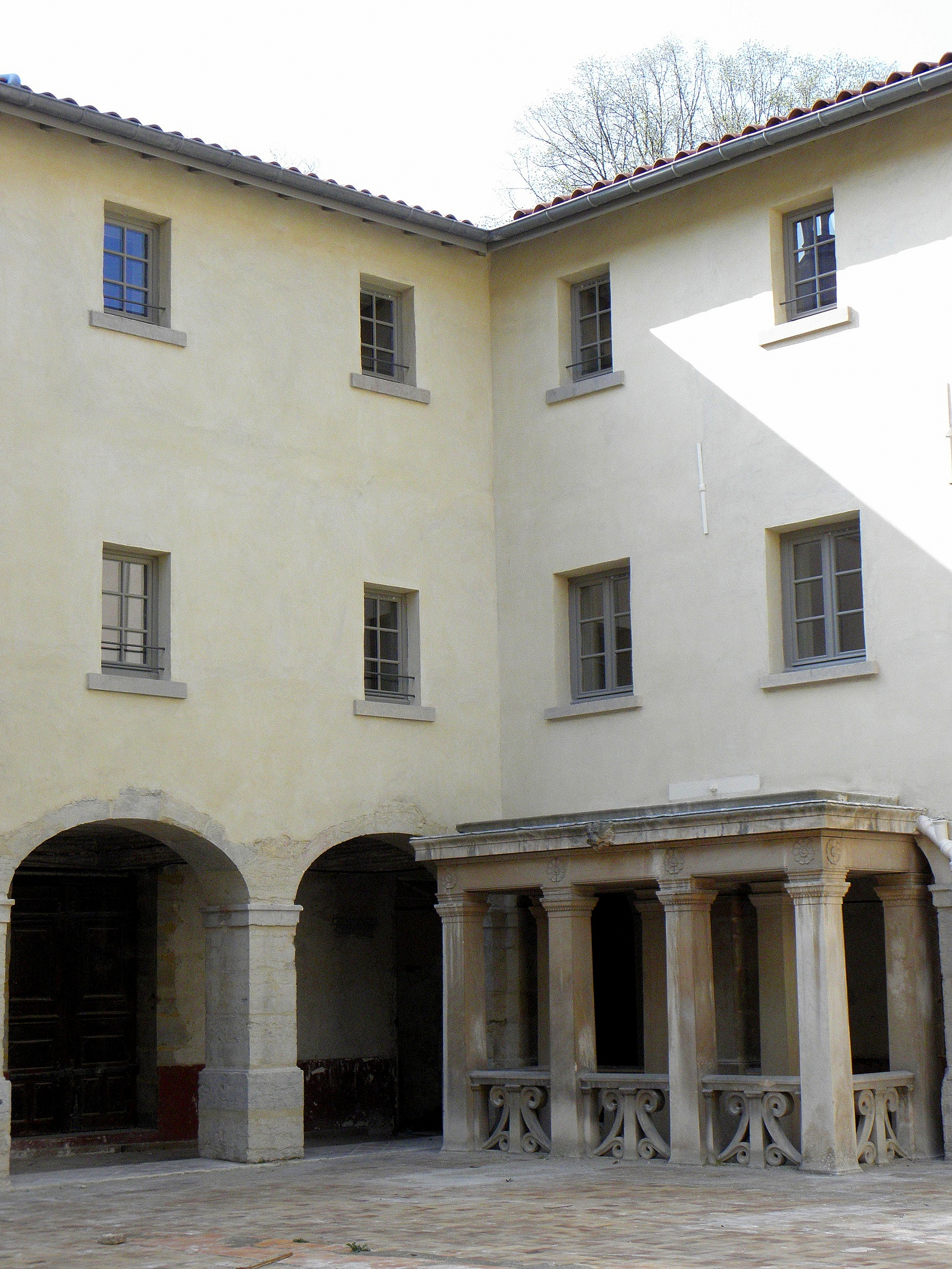
Le cloitre de l'hôpital des Visitandines.

En 1629, Mathieu de Sève, trésorier de France, seigneur de Fléchères et prévôt des marchands de Lyon, achète l'ensemble de la propriété et en fait don l'année suivante aux religieuses de la Visitation. Après avoir consacré aux martyrs de Lyon la chapelle attenant à l'Antiquaille, la mère supérieure du couvent Riants de Villerey a dans un songe associé saint Pothin au caveau se trouvant au milieu du cloître. Malgré le rejet vigoureux de cette interprétation onirique exprimé par les historiens lyonnais André Steyert, puis par Camille Germain de Montauzan et Philippe Fabia, ce caveau est présenté par les autorités ecclésiastiques comme le cachot de saint Pothin.
La loi du 18 août 1792 promulgue la suppression des congrégations. En septembre de la même année, le couvent des Visitandines est classé dans la catégorie des biens nationaux affectés au service public. Il devient plus tard un hôpital.

### L'hôpital de l'Antiquaille
Le couvent est reconverti en hôpital au début du XIXe siècle. Il est réuni en 1846 aux hospices civils de Lyon.  

#### L'hôpital des Chazeaux
Ancienne maison de plaisance construite au XVIe siècle par une famille italienne, elle porta successivement les noms  de « Maison de Bellegrève » et en 1571, maison « de Mandelot », du nom d'un riche échevin, gouverneur de la ville pour le roi Henri III. Elle prit le nom de Chazeaux en 1622 et devint un couvent après le transfert de Bénédictines venant du prieuré de Chazeaux en Forez. 
En 1827, lors de la construction de la buanderie à l'hôpital de l'Antiquaille, on découvre les restes d’un établissement thermal de petite dimension (sans qu'il soit possible de dire s'il s'agit de bains privés ou publics).
Elles furent chassées à la Révolution et le bâtiment acquis par la ville en 1827 pour en faire un dépôt de mendicité entre 1830 et 1860. C'est en 1861 qu'il devint propriété des Hospices civils de Lyon qui en firent une annexe de l'hôpital de l'Antiquaille. Les Chazeaux accueilleront jusqu'à 300 malades, principalement des femmes vénériennes et de nombreux enfants et nourrissons. Il servait également d'hôpital prison pour les prostituées. Les Chazeaux vont être démolis par mesure de sécurité après la catastrophe de Fourvière qui eut lieu le 13 et 14 novembre 1930,

### La reconversion
En 2003, l'hôpital ferme ses portes. Le terrain est racheté par la société anonyme de construction de la ville de Lyon (SAVL). 
Sont aménagés sur le site dans les anciens locaux et dans des bâtiments neufs :
- une résidence étudiante de 2 651 m2 gérée par le CROUS, livrée en avril 2009 ;
- des bureaux sur une surface 2 332 m2, livrés en mars 2011 ;
- un hôtel 5 étoiles, bureaux et parking souterrain et un restaurant gastronomique de Christian Têtedoie, 1 153 m2, ouvert depuis avril 2010[11],[12] ;
- 78 logements, livrés en 2008 et 2010 ;
- l'Espace Culturel du Christianisme à Lyon (ECCLY).

### Un centre d’interprétation sur l’histoire du christianisme
Aujourd’hui, le nom d’ « Antiquaille » correspond à un centre d’interprétation qui a ouvert ses portes en 2014 et dont l’entrée se trouve dans le cloître. L’association ECCLY (Espace Culturel du Christianisme à Lyon) dirige ce centre dans lequel sont visibles le « cachot » (présumé) de Saint Pothin, premier évêque de Lyon, et une crypte réalisée en mosaïques au XIXe siècle, achevée en 1893. Ce centre se dote d’une scénographie réalisée par l'architecte-scénographe Piotr Zaborski et d’un propos de visite pensé par l’historien et ancien Inspecteur Général de l’Éducation Nationale, Émile-Xavier Visseaux.

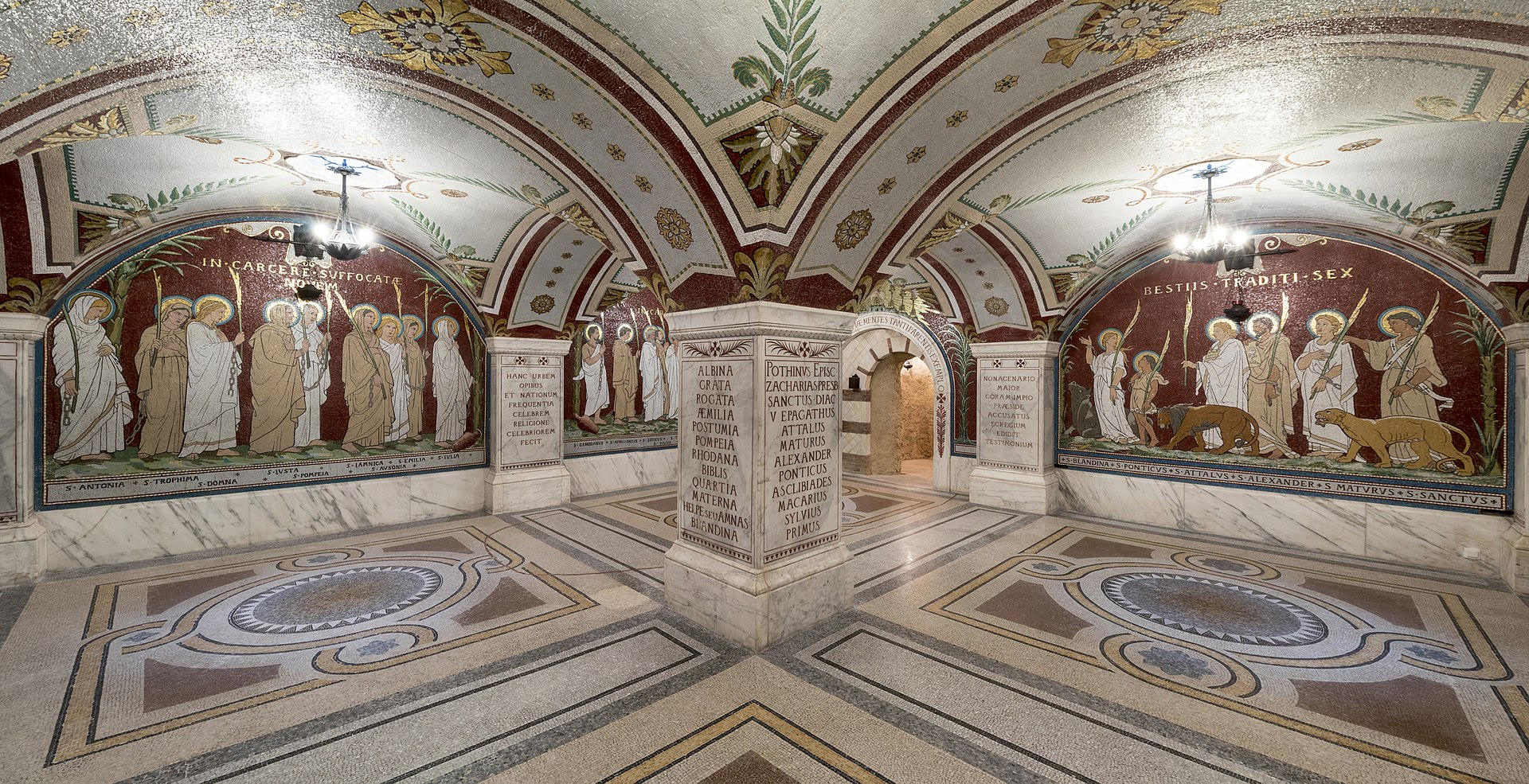
Crypte réalisée entièrement en mosaïques à la fin du XIXe siècle, à la mémoire des martyrs de 177.

## Bâtiments remarquables
L'ensemble des bâtiments de l'ancien couvent, y compris les parties reconstruites au XIXe siècle,  font l’objet d’une inscription au titre des monuments historiques depuis le 21 janvier 2005.
La totalité du cachot de Saint-Pothin fait l’objet d’un classement au titre des monuments historiques depuis le 6 juillet 2005.